# Edwin Moses
Edwin Moses (anglès: Edwin Corley Moses)  (Dayton, 31 d'agost de 1955) és un exatleta estatunidenc, que va guanyar medalles d'or als 400 metres tanques als Jocs Olímpics de 1976 i 1984. Entre 1977 i 1987, Moses va guanyar 107 finals consecutives (122 curses consecutives) i va establir el rècord mundial en l'esdeveniment quatre vegades. A més dels seus èxits de carrera, Moses també va ser un reformador innovador en les àrees d'elegibilitat olímpica i test de drogues. L'any 2000, va ser escollit primer president de la Laureus World Sports Academy, una organització internacional de serveis d'atletes de classe mundial.

## Atletisme
Moses va néixer a Dayton, Ohio. Després d'haver acceptat una beca acadèmica al Morehouse College d'Atlanta, Geòrgia, es va especialitzar en física i enginyeria industrial, mentre competia per a l'equip de pista de l'escola. Morehouse no tenia la seva pròpia pista, així que Moses va utilitzar les instal·lacions públiques de secundària de la ciutat per entrenar i córrer.
Especialista dels 400 metres tanques, anteriorment havia participat en proves dels 110 metres tanques i els 400 metres llisos. Va participar, als 20 anys, en els Jocs Olímpics d'Estiu de 1976 realitzats a Mont-real (Canadà), on va donar-se a conèixer internacionalment a l'aconseguir batre el rècord del món dels 400 metres tanques que tenia l'ugandés John Akii-Bua des dels Jocs Olímpics d'estiu de 1972 realitzats a Múnic (Alemanya Occidental) amb un temps de 47,64 segons.
A partir d'aquell moment es convertí en el dominador d'aquesta prova, aconseguint batre novament el rècord del món el juny de 1977 a Westwood (Califòrnia) amb un temps de 47.45 segons. El 26 d'agost d'aquell mateix sofrí una derrota en el meeting de Berlín per part de l'alemany Harald Schmidt, si bé a la setmana següent aconseguí derrotar l'alemany en la prova de Düsseldorf.
A partir d'aquest moment es va mantenir imbatut durant 10 anys, sumant 122 victòries consecutives fins a ser derrotat pel nord-americà Danny Harris en una prova a Madrid (Espanya) realitzada el 4 de juny de 1987.
Absent dels Jocs Olímpics d'estiu de 1980 realitzats a Moscou (Unió Soviètica) a conseqüència del boicot polític realitzat pel seu país, aquell mateix any aconseguí batre novament el seu propi rècord del món, deixant-lo en aquesta ocasió en 47.13 segons.
L'any 1983 va participar en la primera edició del Campionat del Món d'atletisme, aconseguint de manera aclparadora la medalla d'or en els 400 metre tanques, i poques setmanes després d'aquesta competició aconseguí batre per quarta vegada el rècord del món a la ciutat de Coblença amb un temps de 47.02 segons. Un rècord que fou vigent fins als Jocs Olímpics d'estiu de 1992 realitzats a Barcelona (Catalunya), on el nord-americà Kevin Young el va batre.
En els Jocs Olímpics d'Estiu de 1984 realitzats a Los Angeles (Estats Units) fou l'esportista escollit per realitzar el jurament olímpic en la ciermònia inaugural dels Jocs i aconseguí novament la medalla d'or, amb una marca discreta de 47.75 segons, si bé fou un temps inabastable pels seus adversaris Danny Harris (plata amb un temps de 48.13 segons) i Harald Schmidt (bronze amb un temps de 48.19 segons).
Tot i la derrota soferta a Madrid (Espanya) el juny de 1987 aquell any continuà dominant els 400 metres tanques, i aconseguí guanyar novament el títol mundial a Roma (Itàlia).
Favorit en els Jocs Olímpics d'Estiu de 1988 celebrats a Seül (Corea del Sud), finalment hagué de conformar-se amb la medalla de bronze al no poder aguantar la velocitat de l'estatunidenc Andre Phillips i del senegalès Amadou Dia Ba en la prova masculina dels 400 metres tanques, un fet que feu decidir-lo a retirar-se de la competició activa.
Al llarg de la seva carrera aconseguí guanyar tres edicions de la Copa del Món d'atletisme (1977, 1979 i 1981).
El 1994 fou inclòs al National Track and Field Hall of Fame.
En retirar-se de la competició provà sort amb el bobsleigh, arribant a guanyar una medalla de bronze en la Copa del Món de l'especialitat l'any 1990 a Winterburg (Alemanya) al costat del seu compatriota Brian Shimer.

## Elegibilitat
El 1979, Moses va prendre una excedència de la seva feina a General Dynamics per dedicar-se a córrer a temps complet. En els dos anys següents, va ser fonamental en la reforma de les regles d'elegibilitat internacionals i olímpiques. A la seva instància, es va establir un programa d'Athletes Trust Fund per permetre als atletes beneficiar-se de beques governamentals o privades, pagaments directes i diners d'aval comercial sense posar en perill la seva elegibilitat olímpica. Moisès va presentar el pla a Juan Antonio Samaranch, president del Comitè Olímpic Internacional, i el concepte va ser ratificat el 1981. Aquest fons és la base de molts programes de subsistència, estipendi i suport corporatiu d'esportistes olímpics, inclosos els programes d'assistència directa per a esportistes del Comitè Olímpic dels Estats Units.

## Prova de drogues
Com a administrador esportiu, Moses va participar en el desenvolupament d'una sèrie de polítiques anti-drogues i va ajudar la comunitat de pista i camp a desenvolupar un dels sistemes de proves de drogues aleatòries en competició més estrictes dels esports. El desembre de 1988 va dissenyar i va crear el primer programa aleatori de proves de drogues fora de competició d'esports amateurs. Físic, Moses ha estat un líder en la creació d'una estructura i protocols que han reduït significativament l'ús de productes farmacèutics il·legals que milloren el rendiment en l'atletisme durant moltes dècades.

## Reconeixements

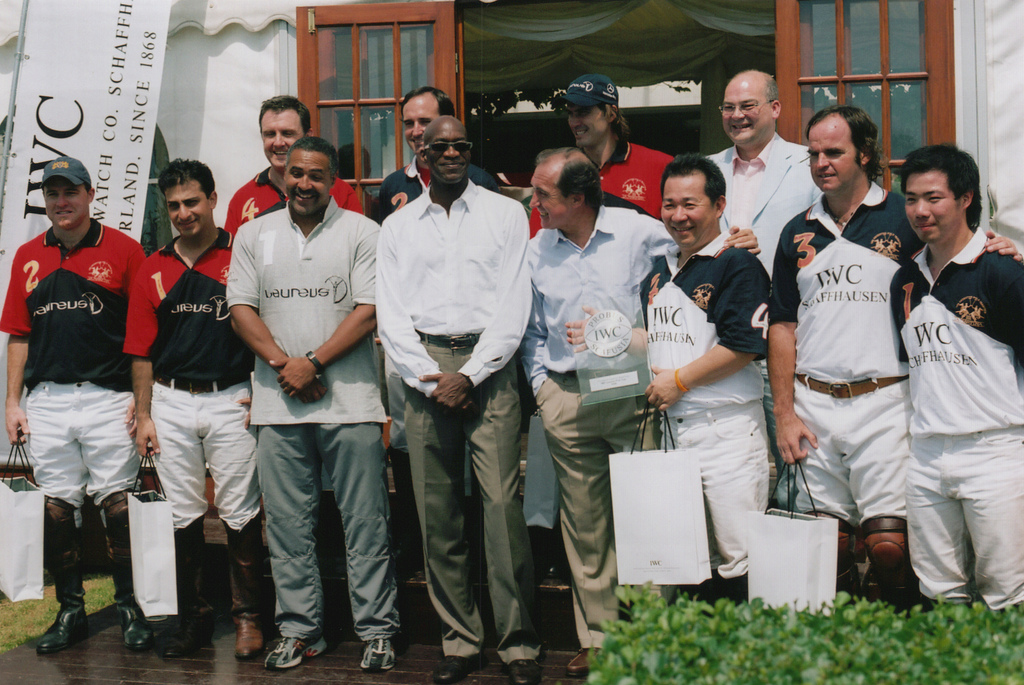
Moses (fourth from left) stood next to Daley Thompson at the 2006 Laureus Day held at the Ham Polo Club, London

Malgrat el boicot liderat pels Estats Units que li va impedir competir als jocs d'estiu a Moscou, Moses va ser l'atleta de l'any de notícies d'atletisme de 1980. Un any més tard, es va convertir en el primer guanyador del premi Jesse Owens d'USA Track & Field com a destacat intèrpret d'atletisme dels Estats Units el 1981. Va rebre el premi James E. Sullivan de l'AAU com a atleta amateur destacat als Estats Units el 1983. El 1984 va ser nomenat com a Atleta de l'Any del Wide World of Sports de l'ABC. Moses també va compartir l'Esportista de Sports Illustrated de l'any amb la gimnasta nord-americana Mary Lou Retton l'any 1984, el mateix any que va fer el jurament de l'atleta per als Jocs Olímpics d'estiu de 1984.
El 1984, la seva ciutat natal de Dayton va canviar el nom de Miami Boulevard West i Sunrise Avenue "Edwin C. Moses Boulevard". L'any 1999, Moses va ocupar el lloc número 47 a l'SportCentury 50 Greatest Atletes d'ESPN.
El 2018, Moses va rebre el premi Laureus a la seva trajectòria.
Després de la seva retirada de la pista, Moses va competir en una cursa de Copa del Món de bobsled de 1990 a Winterberg, Alemanya. Ell i l'olímpic nord-americà Brian Shimer van guanyar la medalla de bronze de dos.
El 1994 Moses va rebre un MBA de la Pepperdine University i va ser inclòs al National Track and Field Hall of Fame.
Des de les eleccions de l'any 2000, Moses ha estat president dels Laureus World Sports Academy, que pretén "promoure i augmentar la participació en l'esport a tots els nivells, i també promoure l'ús de l'esport com a eina". per al canvi social arreu del món". Diverses dotzenes d'atletes olímpics i campions del món, a través els Laureus Sports for Good Foundation, treballen per ajudar els joves desfavorits d'arreu del món.
L'any 2008, Moses va lliurar el Premi Dayton Literary Peace Award a Martin Luther King Jr., biògraf Taylor Branch.
El maig de 2009, la Universitat de Massachusetts Boston va concedir a Moses un doctorat honoris causa pels seus esforços per mantenir la integritat dels esports olímpics i pel seu ús dels esports com a eina per a un canvi social positiu.

## Vida personal
El pare de Moses era un Aviador de Tuskegee. Moisès és vegetarià, humanista i defensor de la pau.
Des del 1986 fins al 1988, encara en el millor de la seva carrera de corredor, va patir una ruptura de disc no diagnosticada, descoberta per ressonància magnètica anys després.
Moses té un fill, Julian, un jugador de voleibol, nascut el 29 d'agost de 1995 al sud de Califòrnia.
Es va casar amb Myrella Bordt el 1982; es van divorciar el 1992. He married Michelle Moses in February 2007; she filed for divorce in 2016.
El 2017, Moses va patir dues lesions cerebrals traumàtiques en pocs mesos, però es va recuperar per poder tornar a caminar.

## Pel·lícula
Hi ha una pel·lícula documental que porta per nom "Moses – 13 Steps", 2024, sobre la seva vida. L'estrena de la pel·lícula es va fer a Santa Susanna, Catalunya, el 2024, durant el 86è Congrés mundial de periodistes esportius de l’AIPS.